# Lennea
Lennea es un género de plantas con flores con seis especies perteneciente a la familia Fabaceae. Es originario de América.

## Especies
- Lennea brunnescens
- Lennea melanocarpa
- Lennea modesta
- Lennea robinioides
- Lennea salvadorensis
- Lennea viridiflora